# Palabras secretas
Palabras secretas es el álbum debut del dúo español Calle París, publicado en formato digital el 2 de diciembre de 2008 en España. Un mes después salió a la venta en formato físico. Producido por Cameron Jenkins (productor de Amaral o ingeniero de los Rolling Stones) y por Carlos Jean (productor de Bebe o Miguel Bosé), las primeras maquetas de Palabras secretas se crearon en el propio estudio que Patricia y Paul tienen en Madrid. Su estilo musical, muy próximo al de otras formaciones tan famosas como La Oreja de Van Gogh, Los Peces o, incluso, Ella Baila Sola, sirvió al grupo para darse a conocer rápidamente por todo el país. Aunque no alcanzó importantes ventas, el álbum recibió el Premios 40 Principales 2009 en la categoría de 'Mejor artista o grupo revelación'.

## Lista de canciones
| N.º | Título                                         | Duración |  |
| 1.  | «Te esperaré»                                  | 3:25     |  |
| 2.  | «Tú, sólo tú»                                  | 3:32     |  |
| 3.  | «Una calle sin final»                          | 3:54     |  |
| 4.  | «Tienes que hacerlo por ti»                    | 3:02     |  |
| 5.  | «Grita»                                        | 3:26     |  |
| 6.  | «Desde que te he conocido no beso a los sapos» | 2:51     |  |
| 7.  | «Cuando estamos solos»                         | 3:13     |  |
| 8.  | «Sigue a tu corazón»                           | 2:38     |  |
| 9.  | «Leyenda»                                      | 3:59     |  |
| 10. | «Vestida para ganar»                           | 3:14     |  |

## Posiciones y certificaciones

### Semanales
| País   | Ranking         | Primera semana | Posición de ingreso | Mejor posición | Semanas en la mejor posición | Semanas en el ranking | Última semana |
| ------ | --------------- | -------------- | ------------------- | -------------- | ---------------------------- | --------------------- | ------------- |
| Europa |                 |                |                     |                |                              |                       |               |
| España | Top 100 álbumes | -              | -                   | -              | -                            | -                     | -             |

### Copias y certificaciones
| País   | Proveedor  | Año | Certificación | Copias certificadas (según IFPI) |
| Europa |            |     |               |                                  |
| España | Promusicae | -   | -             | -                                |